# John Franklin
John Franklin (Spilsby, 15 april 1786 – King William Island, 11 juni 1847) was een Britse marineofficier en ontdekkingsreiziger. Hij was Schout bij nacht van de Britse marine. Tijdens zijn laatste expeditie naar het noordpoolgebied kwamen zijn schepen vast te zitten in het poolijs van de Noordwestelijke Doorvaart die hij in kaart had willen brengen. Het team is nooit aangekomen. De volledige bemanning kwam om. Franklin is gouverneur van Tasmanië geweest. Hij was lid van de Royal Geographical Society.

## Jeugd
Franklin was de negende van de twaalf kinderen van een winkelier. Hij was een leerling van het Koning Edward VI gymnasium in Louth. Door succes in zaken was het een welvarend gezin. Een van zijn zussen kreeg later een dochter, Emily, die de vrouw van de dichter Alfred Tennyson zou worden.
Franklin wilde graag naar zee, maar zijn vader was het daar in het begin niet mee eens. Toch was Franklin vastbesloten. Met tegenzin stond zijn vader hem toe om een proefreis met een koopvaardijschip te maken. Franklin werd daardoor nog zekerder van zijn zaak. Daarom regelde zijn vader een functie voor zijn veertienjarige zoon bij de koninklijke marine, op het schip HMS Polyphemus. Franklin was aanwezig bij diverse reizen en zeeslagen. Dit was onder andere bij de zeeslag bij Kopenhagen in 1801, een expeditie met zijn oom kapitein Matthew Flinders op HMS Investigator, om de kust van Australië te ontdekken, de terugkeer naar de Napoleontische oorlog (Derde Coalitieoorlog, 1803-1805), en dienend op HMS Bellorophon ten tijde van de zeeslag bij Trafalgar in 1805. In december 1814 werd hij gewond voorafgaand aan de slag bij New Orleans (1815).

## Eerste poolexpeditie
In 1818 reisde Franklin voor de eerste keer naar het noordpoolgebied. Hij was toen luitenant onder gezagvoerder John Ross, en hij was gefascineerd. In 1819 had hij voor het eerst de leiding over een poolexpeditie. Het was een tocht over land door de Northwest Territories van Canada. Ze trokken langs de Coppermine River. De reis, die van 1819 tot 1822 duurde, werd een ramp. Elf van de twintig teamleden kwamen om in het besneeuwde poolgebied. De overlevenden aten korstmossen en probeerden zelfs hun leren laarzen naar binnen te werken. Daardoor kreeg Franklin de bijnaam de man die zijn laarzen opat ("the man who ate his boots").

## 1823: Huwelijk en tweede noordpoolreis
Na zijn terugkeer in Engeland In 1823 trouwde Franklin met de dichteres Eleanor Anne Porden. In 1824 werd hun dochter Eleanor Isabella geboren. Eleanor overleed in 1825 aan tuberculose. Vlak daarvoor had ze haar man overgehaald om zich niet door haar slechte gezondheid van een volgende poolexpeditie te laten afhouden. De expeditie was een tocht stroomafwaarts langs de Mackenzie River om de kust van de Beaufortzee te verkennen. Hij was beter voorbereid en had meer succes dan de vorige keer.
In 1828 werd hij door George IV van het Verenigd Koninkrijk geridderd. Dat jaar trouwde hij met Jane Griffin. Ze was een vriendin van zijn eerste vrouw en een ervaren, ontembare reizigster. Dat zou later blijken in hun verdere leven.

## 1836: Gouverneur van Van Diemen's Land (Tasmanië)

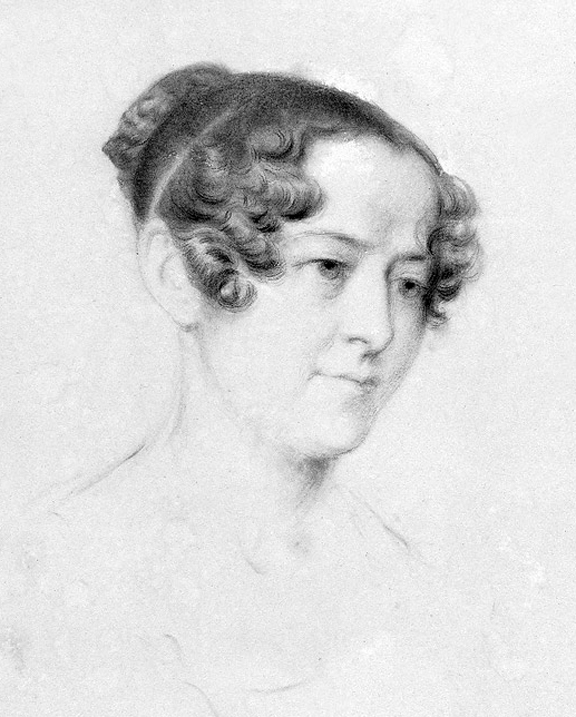
Lady Jane Franklin
(1838), Thomas Bock

In 1836 werd Franklin aangesteld als Gouverneur van Tasmanië. Hij was niet geliefd bij de burgeroverheid van Tasmanië. Ze hielden niet van zijn humane ideeën en pogingen om het strafrecht van de kolonie aan te passen. Zijn vrouw, Lady Jane, was een onafhankelijk type en hield van de ruige natuur. Het kwam zelfs zover dat ze samen met Franklin in de wildernis verdwaalde, zodat er een hulpexpeditie moest worden ingezet. Zulke incidenten vergrootten de afstand tussen het paar en de "deftige" maatschappij. Het kan ertoe bijgedragen hebben dat Franklin werd teruggeroepen. In 1843 kwam een einde aan zijn bestuur. Toch is hij populair geweest bij de bevolking van Tasmanië.

## 1845-48 Op zoek naar de Noordwestelijke Doorvaart

### Het doel
Sinds Franklins vorige Noordpoolexpeditie was er nog maar 500 kilometer van de kustlijn van de Noordwestelijke Doorvaart onbekend terrein. Er werd besloten dat er een goed uitgeruste poolexpeditie moest komen om de rest van de route door de Noordelijke IJszee in kaart te brengen. Sir James Ross werd gevraagd om de leiding te nemen, maar dat deed hij niet omdat hij dat aan zijn vrouw had beloofd. Omdat hij het aanbod afsloeg werd Franklin gevraagd.

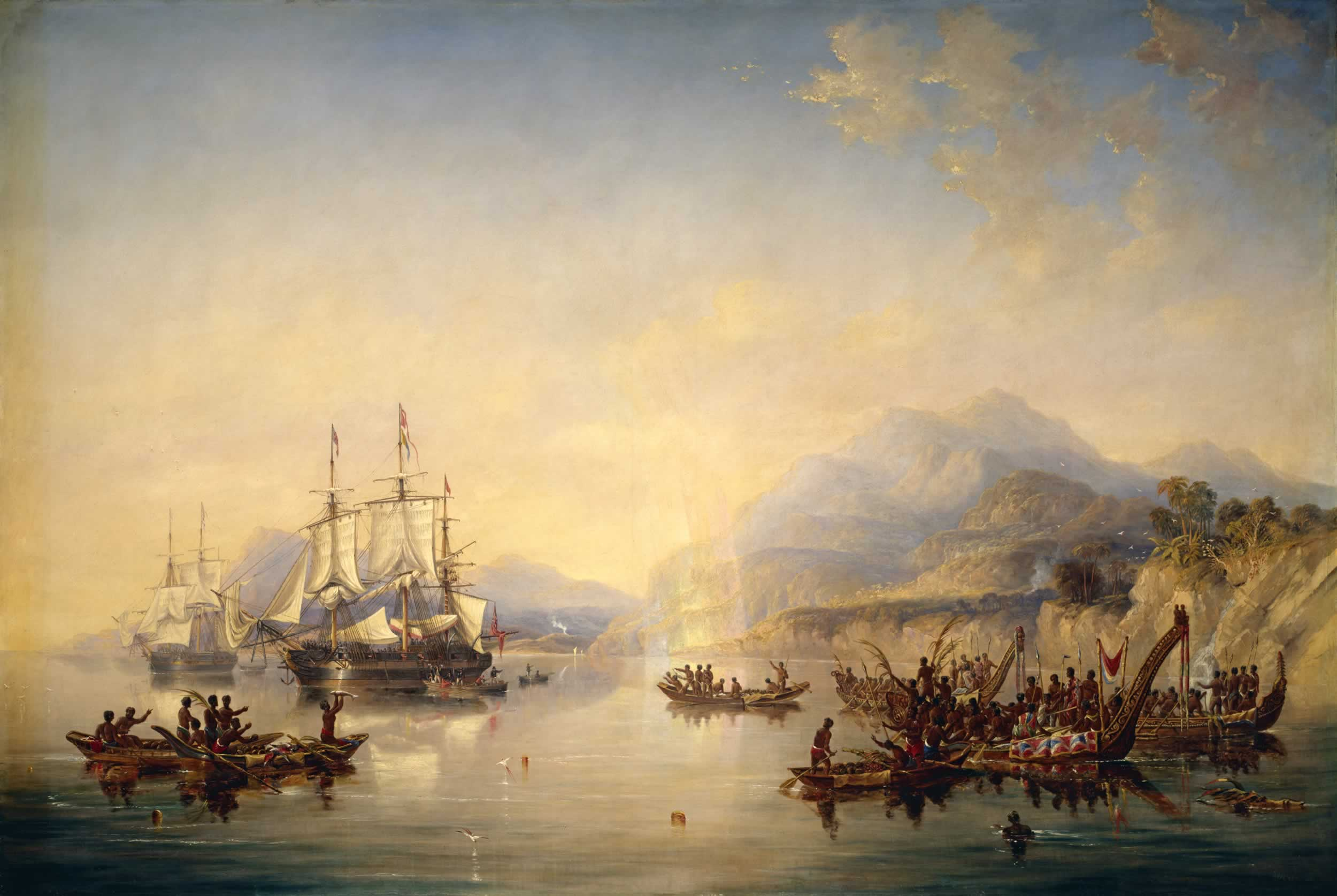
De Erebus en de Terror in Nieuw-Zeeland in 1841
(ca. 1847), James Wilson Carmichael, Royal Museums Greenwich

Hij nam het aanbod enthousiast aan, hoewel hij niet jong meer was. Bij wijze van compromis werd de jongere kapitein James Fitzjames gezagvoerder van het schip HMS Erebus. Franklin werd de officiële expeditieleider. Kapitein Francis Rawdon Moira Crozier werd gezagvoerder en bevelhebber van de HMS Terror. Tijdens de ontdekkingsreis van James Ross in Antarctica (1841–1844) was hij gezagvoerder van hetzelfde schip geweest. Franklin werd op 7 februari 1845 als expeditieleider aangesteld. Officiële instructies kreeg hij op 5 mei 1845.

### Bemanning en voorraden van de schepen
De HMS Erebus en de HMS Terror waren robuust gebouwd. Ze waren voorzien van een aantal nieuwe uitvindingen. Dat waren onder andere stoommachines van de spoorwegen (de London and Greenwich Railway) waardoor de schepen op eigen kracht met een snelheid van vier knopen (7,4 km/u) konden varen. Er was een nieuw stoomapparaat aan boord om het comfort van de bemanning te vergroten. Het ijzeren roer en de schroef konden ingetrokken worden om schade door ijs te voorkomen. De scheepsbibliotheken hadden samen meer dan duizend boeken. Er was een voedselvoorraad aan boord voor drie jaar. Een deel was op de gewone manier geconserveerd. Een deel ervan zat in blik. De blikken kwamen van een goedkope leverancier. Hij kreeg de opdracht pas een paar maanden voordat de schepen zouden uitvaren. Zijn "gepatenteerde verwerking" was degelijk, maar hij moest snel werken om duizenden blikken voedsel te maken. Er wordt vermoed dat ze niet goed dichtgesoldeerd waren, waardoor er lood in het voedsel kan zijn gekomen.
De meeste bemanningsleden waren Engelsen en veel van hen kwamen uit het noorden. Er waren ook een aantal Ieren en Schotten aan boord. Ze waren met zorg door de Admiraliteit geselecteerd. Ze kregen vooruit betaald omdat ze ontdekkingsreizigers waren en waarschijnlijk waren ze een goed team.

### De expeditie vaart uit
's Morgens op 19 mei 1845 hees de expeditie van Franklin de zeilen in Greenhithe, een haven bij Londen, met een zorgvuldig geselecteerde bemanning van 24 officieren en 110 manschappen (134 in totaal) aan boord. De schepen voeren noordwaarts naar Aberdeen om de voorraden op te halen. De alcohol die aan boord van de HMS Erebus was gesmokkeld werd verwijderd, waarschijnlijk door luitenant Graham Gore. Van Schotland voeren de schepen naar Groenland, begeleid door HMS Rattler en vrachtschip Barretto Junior.
In Groenland lukte het niet meteen om de Whitefishbaai op Disko Island te vinden. De expeditie moest een stuk terugvaren. Uiteindelijk konden ze aanleggen in die afgelegen plaats in het verre noorden. Daar werd de vracht van de begeleidende schepen uitgeladen. Ze slachtten het vee dat was meegenomen om vers vlees te hebben. Ze deden wetenschappelijke waarnemingen, waarbij de jongere luitenants Sir Franklin hielpen de rotsen te beklimmen. Ze testten een rubberen opblaasboot en schreven hun laatste brieven naar huis. Vlak voor hun uiteindelijke vertrek uit de bewoonde wereld werden vijf bemanningsleden naar huis gestuurd met de Rattler en de Barretto Junior die vertrokken. De tocht werd dus met 129 opvarenden begonnen.
De expeditie werd het laatst door Europeanen gezien op 26 juli 1845. De twee schepen waren aangelegd bij een ijsberg in de Melvillebaai toen de walvisvaarder Prince of Wales van kapitein Dannett hen tegenkwam.

### Zoeken naar overlevenden
Twee jaar lang kwam er geen nieuws van de expeditie. De vrouw van Franklin vroeg de Admiraliteit om een reddingsploeg te sturen. Omdat de bemanning voor drie jaar voorraden bij zich had, wachtte de Admiraliteit nog een jaar. Toen boden ze £20.000 beloning voor een succesvolle zoektocht. Dat was een gigantisch bedrag voor die tijd. De verdwijning van Franklin had de aandacht getrokken. In die tijd vertrokken tien Britse en twee Amerikaanse schepen naar het poolgebied. Ballades over John Franklin en zijn lot werden populair. De ballade Lady Franklin's Lament ging over haar zoektocht naar haar verdwenen echtgenoot.

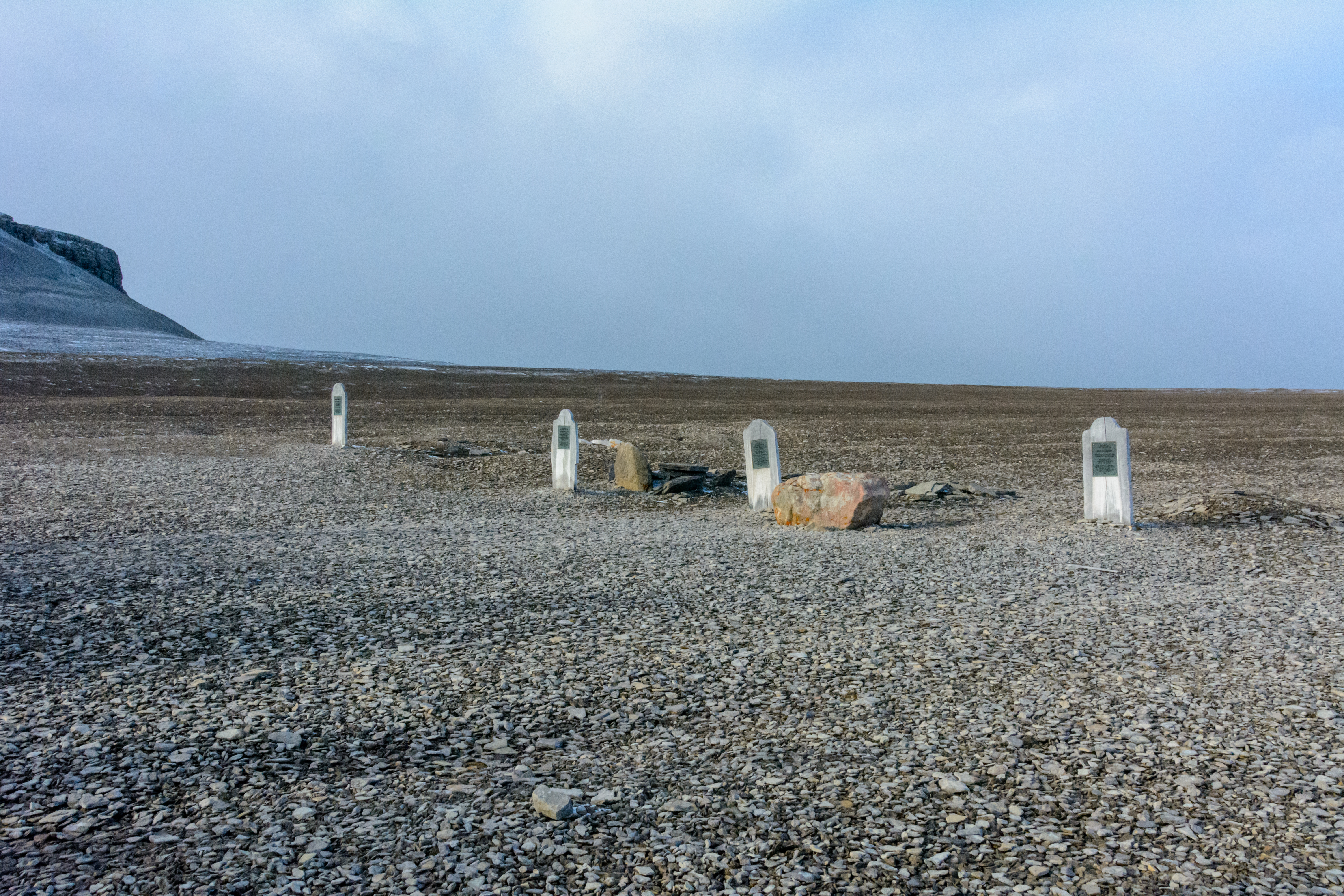
De begraafplaats op Beechey Island

Tijdens de zomer van 1850 kwamen er vier hulpexpedities bij, drie uit Engeland en een uit de Verenigde Staten. De zoekende schepen bereikten de oostkust van Beechey Island. Daar werden de eerste resten van de expeditie van Franklin gevonden. Daar bevond zich bijvoorbeeld de begraafplaats van drie van zijn teamleden:
- Sergeant (Chief petty officer) John Shaw Torrington (geb. 10 december 1825, Manchester, Engeland; overl. 1 januari 1846), hoofdstoker, HMS Terror;[3]
- Matroos (Able shipman) John Hartnell (geb. 1820, Brompton, Kent, Engeland; overl. 4 januari 1846), HMS Erebus; en
- Soldaat (private) William Braine (geb. maart 1815, Oakhill, Somerset, Engeland; overl. 3 april 1846), Royal Marines, westelijke divisie, Woolrich, HMS Erebus.

De groep van Franklin had ter plekke geen officiële berichten achtergelaten.

### Zoektochten aan land
In 1854 ontdekte ontdekkingsreiziger John Rae meer bewijzen wat het lot van Franklins groep betreft. Rae was niet naar Franklin aan het zoeken. Hij was het Boothia schiereiland namens de Hudson's Bay Company aan het verkennen. Tijdens zijn reis ontmoette Rae een Inuk bij Pelly Bay (tegenwoordig Kugaaruk, Nunavut) op 21 april 1854. Die vertelde hem dat een groep van 35 tot 40 blanken van honger was omgekomen, dicht bij de monding van de Back River.
De Inuit lieten hem ook voorwerpen zien die van Franklin en zijn mannen waren geweest. Om precies te zijn kocht Rae van deze Inuit een aantal zilveren vorken en lepels, die later werden geïdentificeerd. Ze waren in het bezit geweest van de volgende teamleden: Robert Osmer Sargent (een stuurman (mate) op de HMS Erebus), kapitein James Fitzjames, kapitein Crozier en kapitein Sir John Franklin. Het verslag van Rae werd naar de Admiraliteit en de leden daarvan gestuurd.
Dat gebeurde eind oktober 1854. Nadat de Admiraliteit het verslag ontvangen had vroegen ze aan de Hudson Bay Company om ten zuiden van de Back River naar meer sporen van de expeditie van Franklin te gaan zoeken. Vertegenwoordiger James Anderson en James Stewart, een werknemer van Hudson Bay Company, begonnen met de zoektocht. Ze voeren met twee kano's naar het noorden, naar de monding van de Back River.
Op 30 juli 1855 ontmoetten Anderson en Stewart een groep Inuit op de plaats waar Lake Franklin afwatert. De Inuit vertelden hen dat een groep qallunaat (een woord in het Inuktitut voor "blanken") was verhongerd aan de kust. Op 2 augustus 1855 ontdekten Anderson en Stewart meer bewijzen van het feit dat de groep van Franklin in een schuilplaats op Montreal Island had gezeten. Er werd een stuk hout gevonden waar "Erebus" op stond. Op een ander stuk hout dat gevonden werd stond de naam "Mr. Stanley" (Stephen S. Stanley, MD, arts op de HMS Erebus).
Hoewel de vondsten van Rae en Anderson belangrijk waren, startte de Admiraliteit geen nieuwe zoekactie. Op 31 maart 1854 meldde Groot-Brittannië officieel dat het team overleden was tijdens het uitoefenen van hun dienst. Lady Franklin verzocht de Staat om nog een zoekexpeditie. Daarna stuurde ze persoonlijk een expeditie onder leiding van Francis Leopold McClintock. Omdat ze te weinig geld had werd er een inzamelingsactie gehouden. Van dat geld werd het expeditieschip gekocht: het jacht Fox dan op 2 juli 1857 uit Aberdeen vertrok.

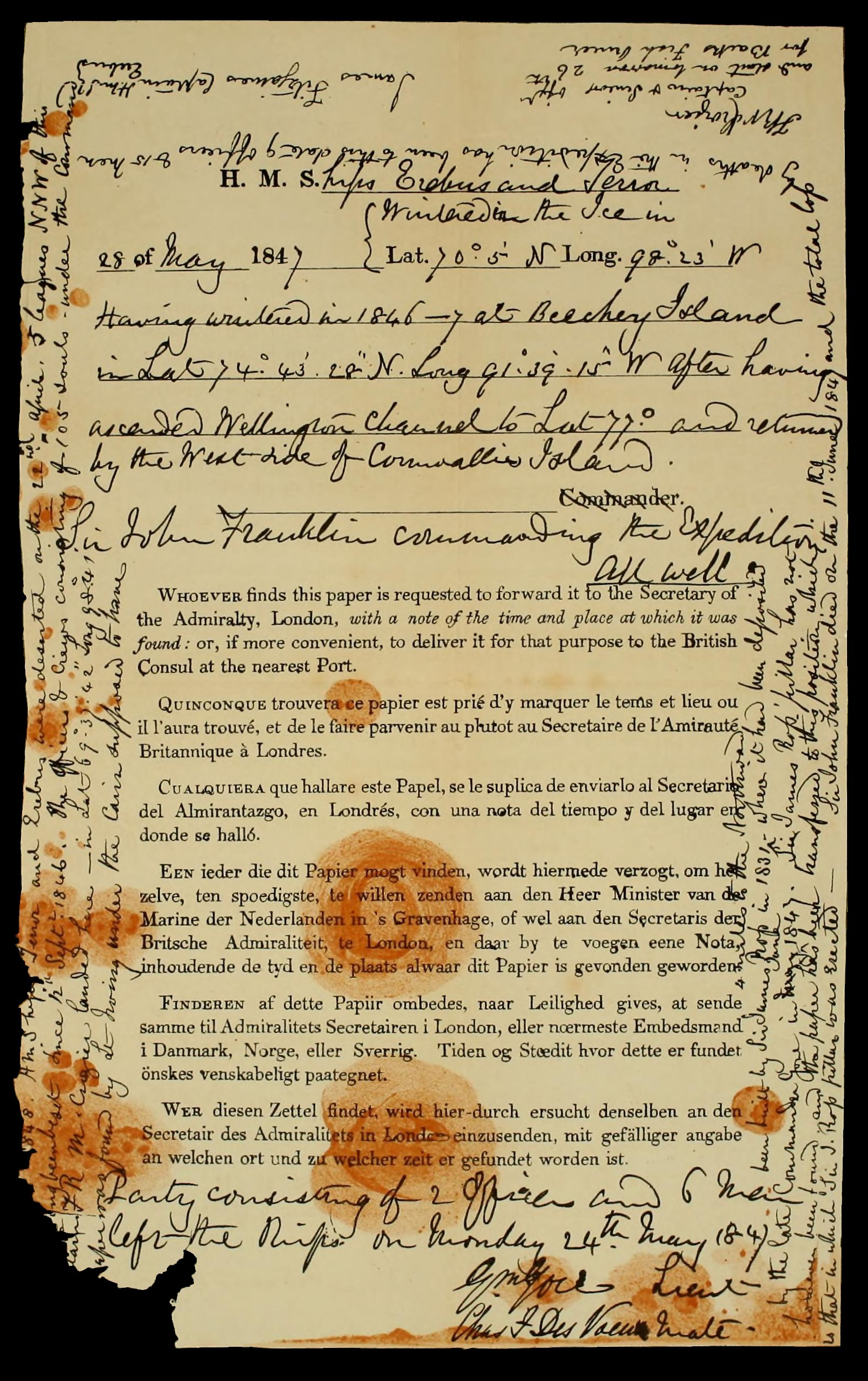
Het bericht over het lot van de expeditie van Franklin werd in mei 1859 door M'Clintock gevonden in een hoop stenen op King William Island

In mei 1859 vond de groep van M'Clintock een document in een stapel stenen op King William Island, ten zuiden van Back Bay. Het was achtergelaten door kapitein Crozier en kapitein Fitzjames, de tweede in rang na Franklin. Er stonden twee berichten op. In de eerste van 28 mei 1847 stond in dat de expeditie bij King William Island overwinterd had, dat "alles goed" was en dat Sir John Franklin de leiding had. Het tweede bericht was in de kantlijn van hetzelfde blad papier geschreven en dat was geen goed nieuws. Het bericht dateerde van 25 april 1848. Er stond in dat de Erebus en de Terror anderhalf jaar vast zaten in het ijs en dat de bemanning het schip op 22 april verlaten had. Er waren vierentwintig officieren en bemanningsleden overleden. Een van hen was Sir John Franklin. Hij was op 11 juni 1847 overleden, maar twee weken na het eerste bericht. Kapitein Crozier had de leiding van de expeditie overgenomen. De 105 overlevenden zouden de volgende dag naar het zuiden gaan in de richting van de Back River.
M'Clintock vond een aantal lichamen op de zuidkust van King William Island. Op een lichaam vonden ze de papieren van sergeant (chief petty officer) Henry Peglar (geb. 1808), leider van de voormarsbemanning van de HMS Terror. Omdat het uniform dat hij droeg van een steward van het schip was, is het waarschijnlijk Thomas Armitage geweest die hij vond. Armitage was steward van de gun-room-kantine op de HMS "Terror". Hij had lang met Peglar gevaren en is blijkbaar van plan geweest zijn papieren terug te bezorgen. M'Clintock vond een grote hoeveelheid achtergelaten spullen. Hij vond ook een sloep met twee geraamtes erin. Er lag puin, aardewerk dat van de schepen afkomstig was, en gereedschap, pantoffels, rollen lood en een groot aantal boeken. Er zat een exemplaar van The Vicar of Wakefield tussen. Hij luisterde naar verslagen van de Inuit over het tragische einde van de expeditie. Zij hadden hen voor het laatst gezien.
Twintig jaar later vond de expeditie van Frederick Schwatka de zuidelijkste overblijfselen van de expeditie van Franklin, ergens op het Adelaide schiereiland ten zuiden van King William Island. Het werd later "De kleine baai van de verhongering" (Starvation Cove) genoemd. Die plaats lag veel verder naar het noorden dan de Back River die Crozier had willen bereiken. Het lag ook honderden kilometers van de dichtstbijzijnde westelijke buitenpost aan Great Slave Lake.
Half september 2014 maakte de Canadese premier Stephen Harper bekend, dat ten zuiden van King William Island met behulp van sonar het wrak van een van Franklin's schepen was gelokaliseerd en vervolgens met onderwatercamera's gefotografeerd. Dit was het wrak van de HMS Erebus. Het wrak van de HMS Terror werd in september 2016 gevonden.

## Tijdsverloop van de expeditie van John Franklin
- 1845, 19 mei: Vertrek uit Engeland.
- 1845, juli: Voor anker in Groenland.
- 1845, 28 juli: Voor het laatst door Europeanen gezien.
- 1845-6: De expeditie overwintert op Beechey Island. Drie bemanningsleden sterven aan tuberculose.
- 1846, 12 september: De schepen komen in het ijs bij King William Island vast te zitten. Ze zullen niet meer worden gebruikt.
- 1846-7: Overwintering op King William Island.
- 1847, 28 mei: Datum van het eerste bericht dat "alles goed" ging.
- 1847, 11 juni: Franklin overlijdt.
- 1847-48: De expeditie overwintert weer op King William Island.
- 1848, 22 april: De Erebus en de Terror worden verlaten.
- 1848, 25 april: Het tweede bericht wordt geschreven. De overlevenden willen proberen de Back River te bereiken.
- 1850: Inuit zien veertig mannen lopen ten zuiden van King William Island.
- 1851: Misschien zag een Inuk, die op jacht was, nog vier overlevenden naar het zuiden trekken. Dit werd gemeld door Charles Francis Hall.
- 1854: Inuit vertellen ontdekkingsreiziger John Rae over Franklins expeditie.
- 1858: McClintock vindt een verlaten sloep en het bericht op King William Island.

- Australian Dictionary of Biography: franklin-sir-john-2066
- Bibsys: 90754051
- Biblioteca Nacional de Chile: 000236003
- Biblioteca Nacional de España: XX1653817
- Bibliothèque nationale de France: cb11992134s (data)
- Author citation (botany): Franklin
- Catàleg d'autoritats de noms i títols de Catalunya: 981058528066806706
- CiNii: DA10347977
- Gemeinsame Normdatei: 118692844
- International Standard Name Identifier: 0000 0001 0916 6945
- Library of Congress Control Number: n50025740
- Nationale Bibliotheek van Tsjechië: jn20000700554
- Nationale bibliotheek van Australië: 35100108
- Nationale Bibliotheek van Israël: 987007462605105171
- Nationale Bibliotheek van Polen: a0000001201897
- Nederlandse Thesaurus van Auteursnamen: 070901708
- Russische Staatsbibliotheek: 000121799
- Istituto Centrale per il Catalogo Unico: MILV087332
- LIBRIS: 313782
- SNAC: w6377jpd
- Système universitaire de documentation: 035629223
- Museum of New Zealand Te Papa Tongarewa: 51175
- Trove: 826477
- Virtual International Authority File: 75094584
- WorldCat: E39PBJfGRt83Ty47WkcJxv89jC